# Listă de filme cu holocaust nuclear

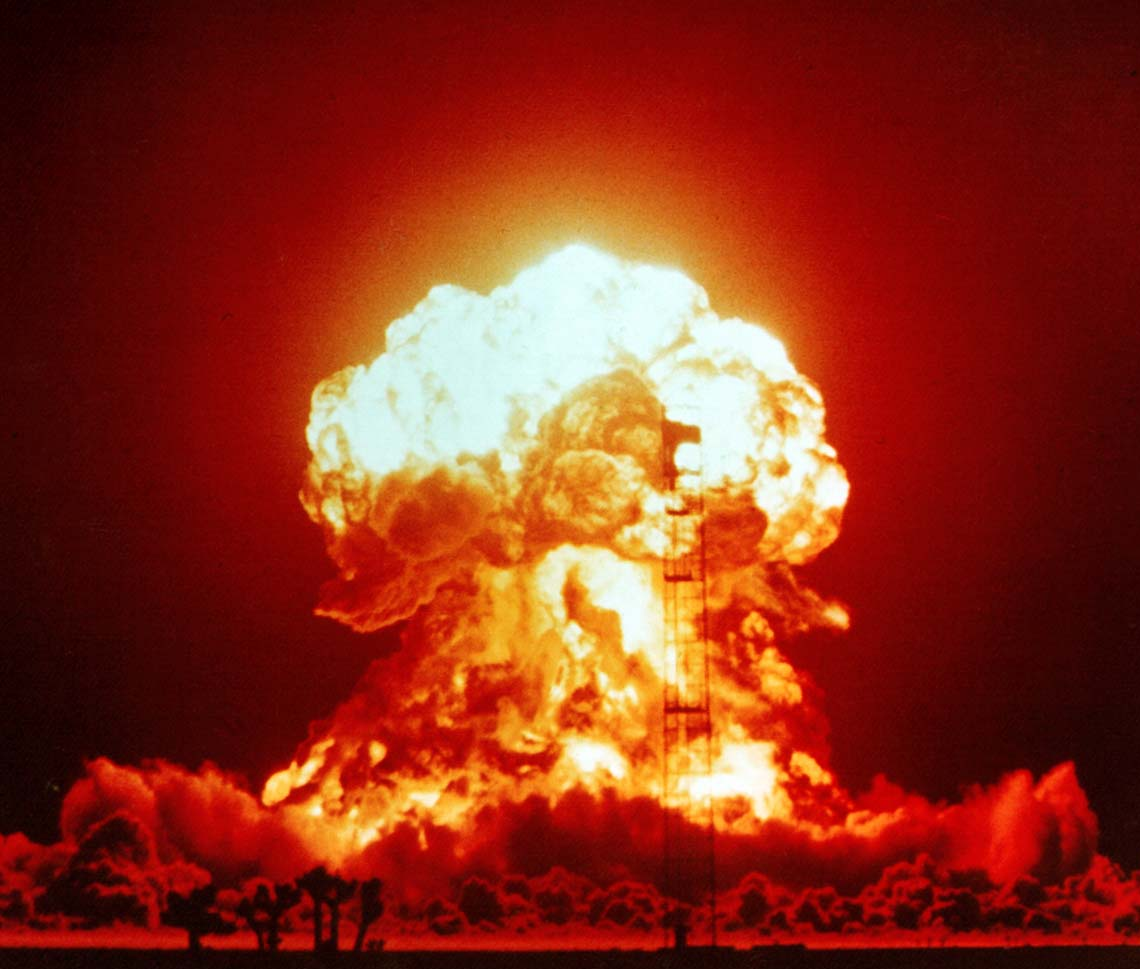
O ciupercă nucleară în timpul unui test nuclear american

Aceasta este o lista de filme despre problemele nucleare:

## Filme documentare
- The Atom Strikes!
- The Atomic Cafe
- Atomic Power (film)
- Countdown to Zero
- The Day After Trinity
- Deadly Deception: General Electric, Nuclear Weapons and Our Environment
- Duck and Cover
- "The Forgotten Bomb"
- Heavy Water: A Film for Chernobyl
- Hiroshima
- If You Love This Planet
- Into Eternity
- The Mushroom Club
- Nuclear Tipping Point
- Our Friend the Atom
- Protect and Survive
- Race for the Bomb
- Radio Bikini
- The Rainbow Warrior
- The Return of Navajo Boy
- Rokkasho Rhapsody
- Silent Storm
- Trinity and Beyond: The Atomic Bomb Movie
- White Light/Black Rain: The Destruction of Hiroshima and Nagasaki
- Windscale: Britain’s Biggest Nuclear Disaster

## Filme artistice
- Broken Arrow (1996)
- By Dawn's Early Light (HBO, 1990)
- Chernobyl Diaries.
- Countdown to Looking Glass (HBO, 1984)
- Crimson Tide (1995)
- Damnation Alley (20th Century Fox, 1977)
- The Day The Earth Caught Fire (1961)
- Dirty War (BBC/HBO, 2004)
- Dr. Strangelove or: How I Learned to Stop Worrying and Love the Bomb (1964)
- Fail-Safe (1964)
- Fail-Safe (CBS, 2000)
- Godzilla (1954)
- K-19: The Widowmaker (2002)
- Miracle Mile (1988)
- On the Beach
- On the Beach (Showcase, 2000)
- Planet of the Apes (1968)
- Silkwood (1983).[1]
- Special Bulletin (1983)
- Testament (PBS, 1983)
- The Children's Story (1982) film scurt după o povestire de James Clavell.
- The China Syndrome .[2]
- The Dark Knight Rises (2012)
- The Day After (1983)
- Dead Man's Letters (1986)
- The Manhattan Project (1986)
- The Peacemaker (1997)
- The Sacrifice (Suedia, 1986)
- The Sum of All Fears (film) (2002)
- The War Game (BBC, 1965)
- Threads (BBC, 1984)
- True Lies (1994)
- Under Siege (1992)
- WarGames (1983)
- When the Wind Blows (1986)